# Chrysops divisus
Chrysops divisus är en tvåvingeart som beskrevs av Walker 1848. Chrysops divisus ingår i släktet Chrysops och familjen bromsar. Inga underarter finns listade i Catalogue of Life.